# برايان جريناواي
برايان جريناواي (بالإنجليزية: Brian Greenaway)‏ هو لاعب كرة قدم بريطاني في مركز الوسط، ولد في 26 سبتمبر 1957 في فولهام في المملكة المتحدة. لعب مع نادي ويلدستون لكرة القدم.